# Blarina brevicauda
Blarina brevicauda (Блярина північна) — вид роду мідиць (Sorex) родини мідицевих (Soricidae).

## Поширення
Країни поширення: Канада, США. Найбільш поширений у листяних лісах з глибоким листяним покривом і достатком їжі.

## Опис
Має загальну довжину від 108 до 140 мм, з яких від 18 до 32 мм хвіст, вага від 15 до 30 грамів. Має невеликий статевий диморфізм у розмірах, самці трохи більші. Спинне хутро густе й оксамитове, може бути чорним, коричнево-чорним або сріблясто-сірим, черевне хутро трохи світліше й сіріше.

## Спосіб життя
Гнізда робить під колодами, пнями або під землею. Розмножується в основному з початку лютого або березня по вересень. Вагітність триває три тижні, а розмір приплоду становить від 3 до 10, середня 4—6. Молодь ссе молоко 25 днів, стає статевозрілою протягом одного-двох місяців.